# 坪野鉱泉
坪野鉱泉（つぼのこうせん）は、日本の富山県魚津市にある鉱泉。坪野温泉、坪の鉱泉 とも呼ばれる。
「行基菩薩が彫った薬師如来像のお告げによって発見された」と伝えられる。開湯は明治初年で、堀田という医者が松倉金山から推察して、「金性」炭酸水だと称して湯治場を経営したのが始まりである。1956年（昭和31年）8月に、本格的な温泉施設として創業。

## 泉質
泉質は弱食塩泉。源泉温度は18℃。
湯治により婦人病・皮膚病・神経痛・胃腸病 に効能があるとされる。
北山薬師堂（北山鉱泉）の上流部に当たることから「薬師の水」と呼ばれる。水汲み場があり、胃腸病に効く名水と言われ、近隣住民などに利用されている。現在の水汲み場は、1997年（平成9年）8月24日に坪野鉱泉所有者の好意で源泉跡へ移設再建されたものである。
鉱泉に付随して建てられた宿泊施設『ホテル坪野』は1980年（昭和55年）に廃業し廃墟となった（後述）が、鉱泉そのものは現在でも枯れておらず、廃墟の下に水が湧出している。

## ホテル坪野

### 沿革
『ホテル坪野』は1970年（昭和45年）頃（一部資料では1973年（昭和48年） - 1974年（昭和49年）頃）に開業した。建物は6階建てで、広さは3,300m2であった。魚津市の史跡である坪野城跡の裏に位置した。魚津市内の山間部ということもあって大型設備投資と宣伝で誘客を図ってきた。
廃業前は日本観光旅館、国際観光旅館に指定されており、ローマ大浴場からは新川平野を一望出来た。また、和風レストランシアター『寿楽園』（正面に半円形の舞台があった）やサパ―クラブ『ダンス天国』、そば処『山里』、喫茶店『寿楽』といった飲食店や、ワイキキプールも設置されていた。
しかし1976年（昭和51年）夏に建設費約1億円を投じて建設された『ネッシーランド』（1979年（昭和54年）に『南太平洋』に改称）の建設費負担が大きく、さらに金融機関からの借り入れ依存度が高い状態となっていた。年間売上高も投資額ほどに伸びず資金繰りが悪化していた。
同ホテルは上記により1980年（昭和55年）5月9日に100万円余り、5月10日にも1,000万円余りの不渡り手形を出してしまったことから、5月10日に富山地方裁判所に自己破産申請した。負債総額は7億円（うち金融機関が4億6,000万円、一般が1億円）。5月13日時点では通常の営業を続けていたものの、その後管財人も経営の立て直しに失敗したことから、同年秋ごろに営業を停止、元の所有者が所在不明で2つの金融機関が差し押さえ、保証人らと債務弁済などについて折衡中であるため、管理する人もおらず、施設はそのまま放置された。

### 廃墟
1993年（平成5年）までに隣接する施設は解体されたが、ホテル本体は解体されないまま廃墟となった。以後はこの建物のみを指して『坪野鉱泉』と称されることも多い。

#### 荒廃
この廃墟は暴走族や非行少年のたまり場にもなり、内部には侵入者によって破壊されたり落書きされた箇所が至る所に見られる。
1982年（昭和57年）の時点で、すでにホテルの玄関ドアや各階の窓ガラスがほとんど割れて散乱し、内部は吹きさらしの状態になっているほど荒廃していた。屋根付きプールの屋根も鉄骨が積雪などで押し潰され、破れたビニール板があちこちに引っ掛かっている状態であった。
1985年（昭和60年）9月15日には、旧館（木造一部鉄筋2階建て）にて火災が発生した。
さらに1990年（平成2年）3月3日には、敷地内の薬師堂が全焼する火災が発生した。そのため、現在は立ち入り禁止の金属製の塀が建てられている。

#### 心霊スポット
また、同廃墟は「北陸最恐の心霊スポット」として現在まで知られ、廃墟愛好家の酒井竜次が2007年（平成19年）に出版した著書『ニッポンの廃墟』では、同廃墟を「北陸随一の肝試しスポット」として挙げている。また同書の「廃墟格付けランキング BEST100」内では、西日本で第75位に位置づけられた。
2022年（令和4年）に公開されたホラー映画『牛首村』では、同廃墟が作品の舞台となって実際に撮影が行われた。

#### 解体へ
その後、所有権などの問題が解決したことから、2023年（令和5年）6月5日に開かれた魚津市議会全員協議会にて、魚津市内の事業者が2024年度までに廃墟の撤去を実施した後に、跡地に富山湾を一望できる展望台として活用する計画が示された。撤去などの事業費は1億9,800万円（うち9,900万円は観光庁からの補助金）を見込んでいる。

## 少女失踪事件
1996年（平成8年）、本鉱泉の『ホテル坪野』跡地を訪れたと考えられる少女2人が行方不明となった。
その後、1年間以上にわたる捜査・捜索活動の甲斐なく、2人は失踪したままであった。
しかし、事件から18年後の2014年（平成26年）になって事情を知っている男性たちの存在が浮上し、24年後となった2020年（令和2年）、ホテルの跡地とは全く別の場所から少女2人の遺体が発見された。

### 少女2人の失踪
1996年（平成8年）5月5日の夜、富山県氷見市在住の19歳の女性2人が家族に「魚津市に肝試しに行く」と告げて外出し、友人のポケットベルに「今魚津市にいる」とメッセージを送ったのを最後に消息を絶つという事件が発生した。
富山県警は、「肝試し」「魚津市にいる」というキーワードから、2人は魚津市にある廃墟となった『坪野鉱泉旅館』跡に出向き、その後失踪した、という結論に至り、事件・事故の両面から捜査を行った。しかし事件から1年後である1997年（平成9年）5月4日時点で手がかりが何もないことが『読売新聞地方版・富山よみうり』にて、「少女不明から1年」と題して2日間に渡って地域ニュースの特集記事として報じられた。
紙面ではさらに、女性の片方が所有し失踪当時運転していた乗用車も発見されていないことから、県警ヘリと山岳捜索隊を組織し、崖下など車が転落しそうな地点を捜索したが発見に至らず、当時の坪野鉱泉が暴走族のたまり場であったことから事件に巻き込まれた可能性もあるとした。
また、記事中では、
- 『坪野鉱泉旅館』跡地は週末になると石川県、新潟県、福井県、岐阜県など他県からの暴走族が集会に集まる場所となっていること
- 地元民から治安上危険な場所として不安視される声が出ていること
- 敷地内はガラスが割られ、落書きされ、立ち入り禁止を示すロープなどは切断されるなど危険な場所となっていること

などが紹介された。
4年後の2000年（平成12年）には新潟少女監禁事件の発生を受け、富山県警がこの失踪事件の捜査について再確認を行ったことが『北日本新聞』で報じられた。

### 男性3人による証言
失踪から18年後の2014年（平成26年）12月下旬、「”当時、女性2人の乗った自動車が海へ転落したのを見た”と話している者がいる」という情報を富山県警が入手した。さらに5年後の2019年春に、その目撃者とされる男性3名を特定し、翌2020年（令和2年）1月に情報聴取を行って証言を得た。
男性3人は「1996年の大型連休の深夜に、射水市の旧『海王丸パーク』付近で、駐車中の女性2人に声をかけようとして近寄ったら、2人が乗った車が後ろ向きに急発進して海に転落した」「怖くなってその場を立ち去った」「転落の責任を問われるのが怖くて通報はしなかった」などと証言した。さらに男性らは「転落の前には、女性2人が乗った車のドアを開けようとしていた」などと知人に対して語っていたという。

### 遺体の発見
2020年3月4日、射水市八幡町にある伏木富山港の新湊地区（富山新港）北ふ頭北3号壁付近の海底 に先述の少女2人が乗っていたものとみられる軽乗用車が沈んでいるのが見つかり、車内から複数の人骨が発見された。同月11日には軽乗用車が引き上げられ、少女の一方が使っていた車だと特定されたと富山県警が発表した。
同年4月18日、発見された人骨について、富山県警は「損傷が激しく、頭蓋骨や骨盤は残っていなかったが、大腿骨の一部から検出されたDNAの鑑定結果や残された遺留品から、失踪した2人のものと特定された」と発表した。失踪から24年を経た後であった。

### 事件性の有無
上述のように、目撃者とされる男性3人は、彼らの証言によれば「少女2人に近づいたところ目の前で2人が海に転落した」にもかかわらず、「責任を問われるのが怖かった」という理由から、20年以上も警察や消防に連絡せず、放置していた。このために真相の解明はきわめて遅れ、捜査・捜索活動は徒労に終始し、遺族は安否を心配し続けた。
男性らの責任に関して、週刊誌『週刊女性』が富山県警に取材したところ、県警の担当者は「目撃者とされる者については複数回の聴取を行った。何らかの理由で車が海に転落したのはわかっているが、現時点では事件性を疑う状況は確認されていない」「今後必要に応じて捜査をしていく」と回答したという。

## 坪野鉱泉を題材とした作品
- 牛首村 - 映画（2022年2月18日公開、東映）[11]